# Liste der Naturdenkmale in Gundelsheim (Württemberg)
| Naturdenkmale | Anzahl |
| ------------- | ------ |
| FND           | 9      |
| END           | 1      |
| Gesamt        | 10     |

Die Liste der Naturdenkmale in Gundelsheim nennt die verordneten Naturdenkmale (ND) der im baden-württembergischen Landkreis Heilbronn liegenden Stadt Gundelsheim. In Gundelsheim gibt es insgesamt zehn als Naturdenkmal geschützte Objekte, davon neun flächenhafte Naturdenkmale (FND) und ein Einzelgebilde-Naturdenkmal (END).
Stand: 31. Oktober 2016.

## Flächenhafte Naturdenkmale (FND)
| Name                              | Bild | Kennung     | Einzelheiten | Position | Fläche Hektar | Datum         |
| --------------------------------- | ---- | ----------- | ------------ | -------- | ------------- | ------------- |
| Calvarienberg mit Lindenallee     | BW   | 81250390002 | Gundelsheim  | ⊙        | 0,9           | 18. Juli 1986 |
| Doline im Naag                    | BW   | 81250390004 | Gundelsheim  | ⊙        | 0,0           | 18. Juli 1986 |
| Doline, sog. „Hirschbreischüssel“ | BW   | 81250390003 | Gundelsheim  | ⊙        | 0,0           | 18. Juli 1986 |
| Feuchtfläche „Ochsenwiesen“       | BW   | 81250390010 | Gundelsheim  | ⊙        | 0,1           | 18. Juli 1986 |
| Feuchtgebiet „Ilgenberg“          | BW   | 81250390006 | Gundelsheim  | ⊙        | 0,9           | 18. Juli 1986 |
| Feuchtgebiet im „Seelig“          | BW   | 81250390009 | Gundelsheim  | ⊙        | 0,5           | 18. Juli 1986 |
| Hoheneckklinge                    | BW   | 81250390008 | Gundelsheim  | ⊙        | 2,1           | 18. Juli 1986 |
| Hohle im „Schlanderskreuz“        | BW   | 81250390005 | Gundelsheim  | ⊙        | 0,3           | 18. Juli 1986 |
| Steppenheide „Michaelsberg“       | BW   | 81250390001 | Gundelsheim  | ⊙        | 1,0           | 18. Juli 1986 |
| Legende für Naturdenkmal          |      |             |              |          |               |               |

## Einzelgebilde (END)
| Name                          | Bild | Kennung     | Einzelheiten                                            | Position | Fläche Hektar | Datum         |
| ----------------------------- | ---- | ----------- | ------------------------------------------------------- | -------- | ------------- | ------------- |
| 1 Linde, sog. „Friedenslinde“ | BW   | 81250390007 | Gundelsheim Nicht mehr in der LUBW-Datenbank vorhanden. | ⊙        | 0,0           | 18. Juli 1986 |
| Legende für Naturdenkmal      |      |             |                                                         |          |               |               |